# Nights of Ballads & Blues
Nights of Ballads & Blues – trzeci album amerykańskiego pianisty jazzowego McCoya Tynera, wydany po raz pierwszy w 1963 roku z numerem katalogowym A-39 nakładem Impulse! Records.

## Powstanie
Materiał na płytę został zarejestrowany 4 marca 1963 roku przez Rudy’ego Van Geldera w należącym do niego studiu (Van Gelder Studio) w Englewood Cliffs w stanie New Jersey. Utwory wykonali: Tyner (fortepian), Steve Davis (kontrabas) i Lex Humphries (perkusja). Produkcją albumu zajął się Bob Thiele.

## Lista utworów
Opracowano na podstawie materiału źródłowego.
Wydanie LP
Strona A
| Nr | Tytuł utworu              | Muzyka                                       | Długość |
| -- | ------------------------- | -------------------------------------------- | ------- |
| 1. | „Satin Doll”              | Duke Ellington, Billy Strayhorn              | 5:38    |
| 2. | „We’ll Be Together Again” | Carl T. Fischer                              | 3:39    |
| 3. | „’Round Midnight”         | Thelonious Monk                              | 6:23    |
| 4. | „For Heaven’s Sake”       | Elise Bretton, Sherman Edwards, Donald Meyer | 3:48    |
|    |                           |                                              | 19:28   |

Strona B
| Nr | Tytuł utworu             | Muzyka        | Długość |
| -- | ------------------------ | ------------- | ------- |
| 1. | „Star Eyes”              | Gene de Paul  | 5:04    |
| 2. | „Blue Monk”              | Monk          | 5:21    |
| 3. | „Groove Waltz”           | McCoy Tyner   | 5:31    |
| 4. | „Days of Wine and Roses” | Henry Mancini | 3:24    |
|    |                          |               | 19:20   |

## Twórcy
Opracowano na podstawie materiału źródłowego.
Muzycy:
- McCoy Tyner – fortepian
- Steve Davis – kontrabas
- Lex Humphries – perkusja

Produkcja:
- Bob Thiele – produkcja muzyczna
- Rudy Van Gelder – inżynieria dźwięku
- Jack Bradley – fotografia na okładce
- George Hoefer – liner notes